# Feuerträgerhöhe
Mit Feuerträgerhöhe bezeichnet man die Bauwerkshöhe von Feuerträgern, also von festen, eine Befeuerung tragenden Schifffahrtszeichen. Dabei kann es sich um Leuchttürme, Leuchtbaken oder Masten aller Art handeln. Sie wird in der Regel über Grund gemessen. Die Feuerträgerhöhe darf nicht mit der Feuerhöhe verwechselt werden, denn diese gibt die Höhe der Lichtquelle über Meer an.

## Beschreibung
Als obere Messgrenze gilt an der deutschen Küste für Leuchttürme die Höhe des Dachfirstes. Dabei versteht man unter First die Spitze oder Bekrönung des Daches. Bei Baken verwendet man die Höhe des Toppzeichens. Die untere Messgrenze ist das Bodenniveau, auf das der Turm aufgebaut ist.
Die Feuerträgerhöhe von Leuchttürmen findet man im Leuchtfeuerverzeichnis. Auf Feuerschiffe und Leuchttürme im Wasser übertragen wird die Feuerturmhöhe über dem Wasserspiegel angegeben.

## Bedeutung

In der klassischen Nautik ist die Höhe der Feuerträger deshalb von Bedeutung, weil der Vergleich von wahrer Höhe mit dem vom Schiff aus gemessenen Höhenwinkel den Abstand vom Seezeichen angibt. Da beispielsweise Leuchttürme bevorzugt auf Landvorsprüngen errichtet wurden, erlaubt dies Verfahren ein sicheres Umsegeln der oft davor liegenden Flachwasserbereiche, indem man immer den für einen sicheren Abstand erforderlichen Höhenwinkel einhält und nicht überschreitet. Eine genaue Ortsbestimmung ist mit dem Verfahren Peilung und Abstand möglich.